# Rudersdorf, Burgenland
Rudersdorf är en ort och kommun i Österrike. Den ligger i distriktet Jennersdorf i förbundslandet Burgenland, i den östra delen av landet, 130 km söder om huvudstaden Wien. 
Kommunen består av två orter (Ortschaften) (inom parentes invånarantal 1 januari 2024):
- Dobersdorf (479)
- Rudersdorf (1 742)